# Meer van Nemi
Het Meer van Nemi (it: Lago di Nemi la:Nemorensis lacum), ook wel Speculum Dianae (Spiegel van Diana), is een volgelopen vulkaankrater nabij Nemi, ten zuiden van Rome in de Albaanse Heuvels. Het meer beslaat een oppervlak van ca. 1.67 km² en is ongeveer 33 meter diep. Zijn bekendheid dankt het meer voornamelijk aan het boek The Golden Bough van James George Frazer, waarin de sage van de Rex Nemorensis een voorname rol speelt.

## Tunnels
Vermoedelijk al in de Romeinse tijd werd een ontwateringstunnel gegraven om het peil van het kratermeer te doen dalen en water voor de landbouw in de omgeving te verkrijgen. Deze tunnel, met een lengte van ruim 1653 meter en een verval van 12.63 (m) (0.8%), is een technisch meesterwerk. Het bouwwerk werd aanvankelijk met houten, later met marmeren bezinkbakken uitgerust om verstoppingen te voorkomen.

## Schepen
Bij de lokale bevolking waren de verhalen over zeer grote antieke schepen op de bodem van het meer reeds lang bekend en al in 1446 werd de eerste poging ondernomen om de schepen, die op een diepte van 18 meter lagen, te lichten. Uiteindelijk konden deze pas door een grootschalig project in de jaren dertig worden geborgen. De goed geconserveerde schepen werden daarop tentoongesteld in een grote hal. De schepen stamden uit de tijd van keizer Caligula, die ze gebruikte als drijvend paleis. Tijdens de Tweede Wereldoorlog vatte de tentoonstellingshal vuur bij gevechten tussen Amerikaanse en Duitse troepen, waarbij de schepen verloren gingen.

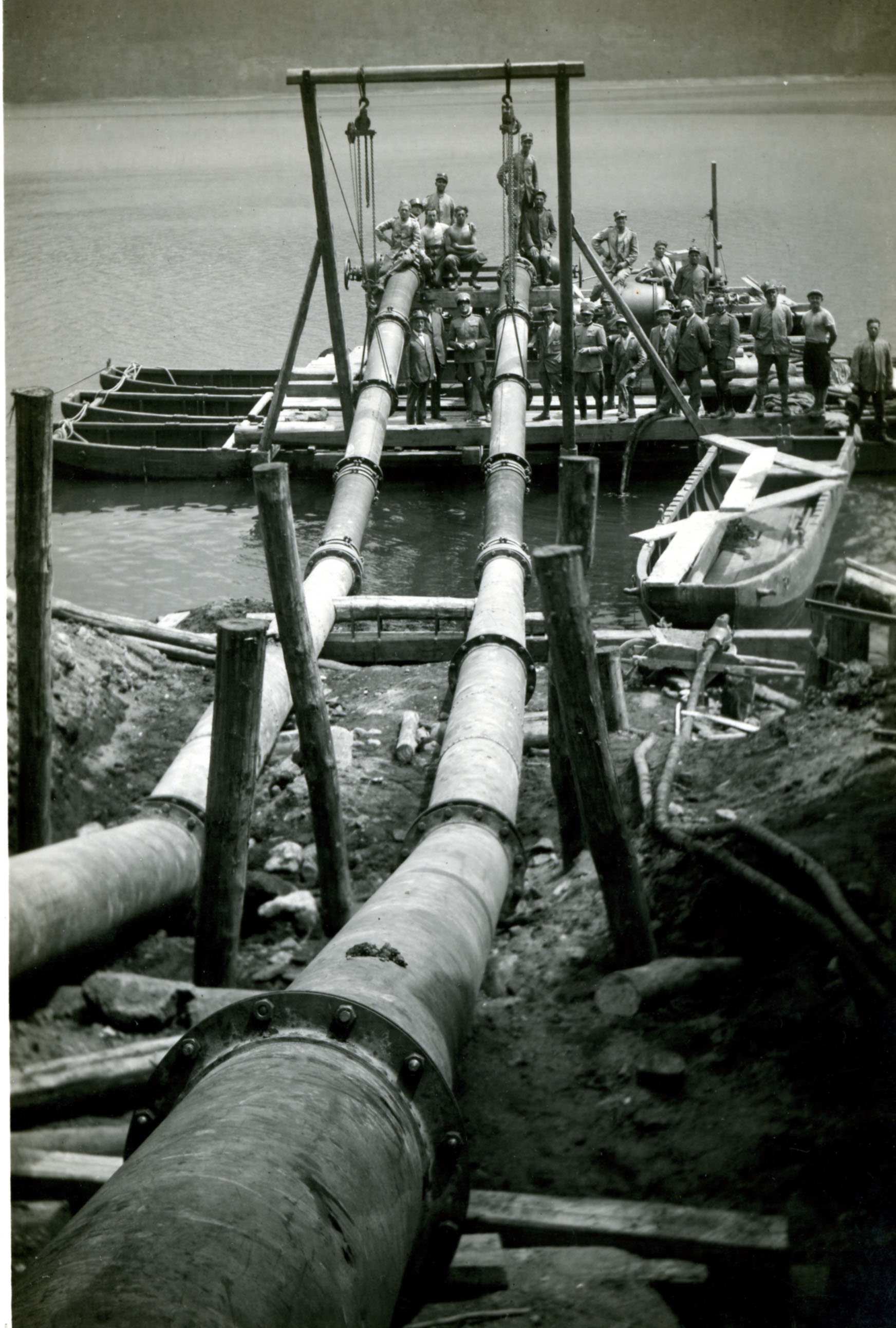
Pompinstallatie om het meer leeg te pompen
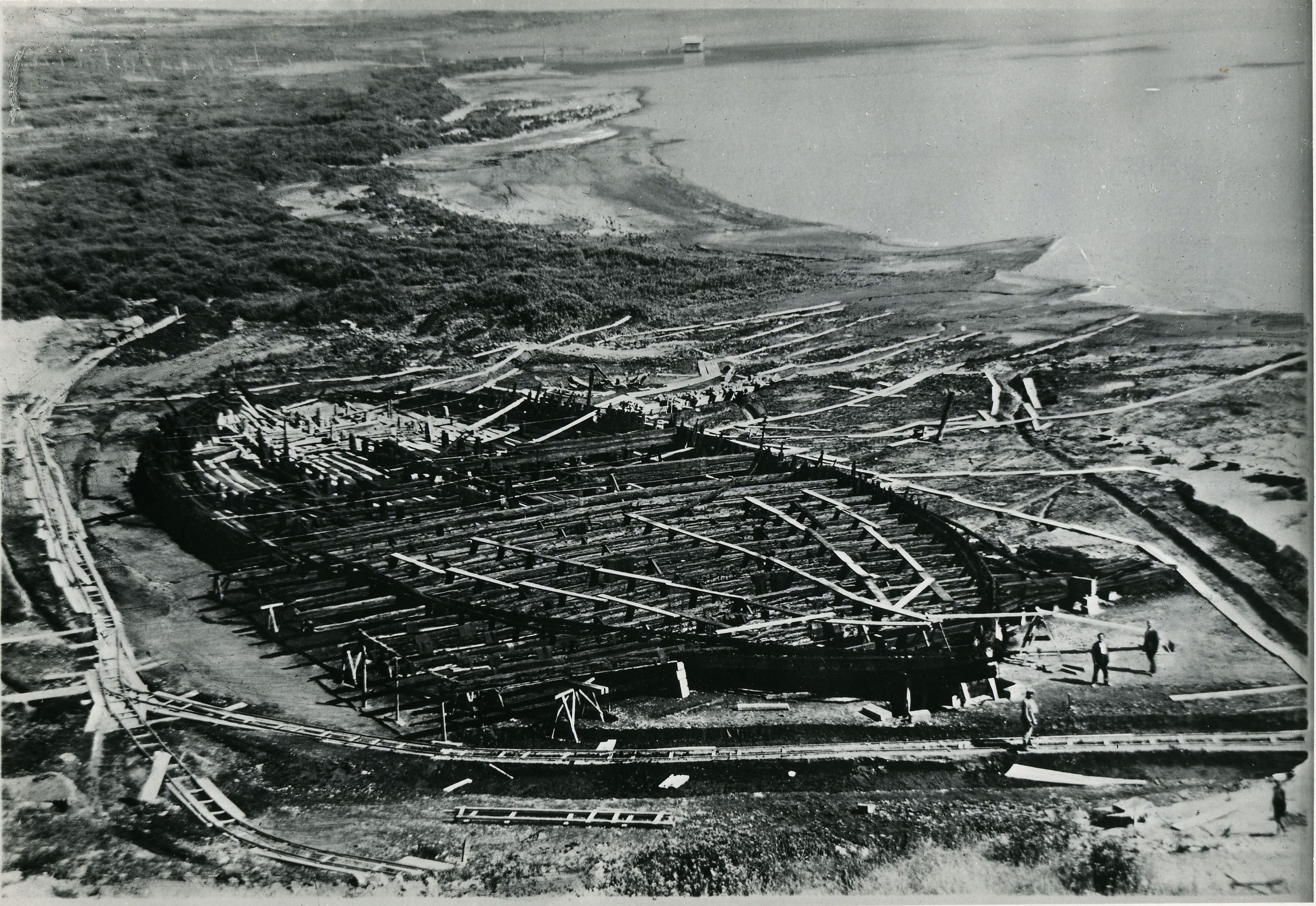
Grootste van de twee schepen